# Asimina parviflora
Asimina parviflora là loài thực vật có hoa thuộc họ Na. Loài này được André Michaux mô tả khoa học đầu tiên năm 1803 dưới danh pháp Orchidocarpum parviflorum. Năm 1817 Michel Felix Dunal chuyển nó sang chi Asimina.